# Cantare (poesia)
Un cantare è un componimento poetico in ottave, di argomento vario: epico, cavalleresco, avventuroso, sacro oppure storico-politico. 

## Letteratura
Quello del cantare è un genere letterario nato e diffusosi in Italia nel XIV secolo, e di natura strettamente performativa. I cantari erano cioè destinati a essere recitati pubblicamente sulle piazze in occasione di feste o di mercati da un canterino (una sorta di giullare) che arricchiva la propria esecuzione col canto e la mimica. Elaborati di norma direttamente dai canterini, che li memorizzavano e li eseguivano anche a richiesta del pubblico, i cantari sono giunti fino a noi in forma per lo più anonima. Solo di alcuni autori conosciamo l'identità: tra questi, la figura più nota è certamente quella del fiorentino Antonio Pucci, amico e ammiratore di Giovanni Boccaccio. 

## Tipologia
Le dimensioni dei cantari sono varie. Il più antico pervenutoci, il Libro di Fiorio e Biancifiore redatto tra il 1343 e il 1349, comprende 134 ottave. Ma ci sono anche testi molto più lunghi, suddivisi in più tempi (ciascuno corrispondente a una singola seduta di recitazione, generalmente della lunghezza di 40-50 ottave) e caratterizzati da una maggiore complessità ed estensione narrativa. Questi ultimi sono spesso testi più tardi, con caratteristiche ormai simili a quelle di un vero e proprio poema. Da un cantare di questo tipo e di argomento epico-cavalleresco, l'Orlando, Luigi Pulci prese lo spunto e la materia per il suo Morgante. Giovanni Boccaccio utilizzò i cantàri tra le fonti del suo Decameron.
Alla fine del Trecento appartiene il poemetto toscano Cantare dei cantari che tratta materia romana, troiana nonché temi del ciclo carolingio e del ciclo bretone.
La forma fu utilizzata anche per opere propagandistiche cattoliche, come quelle di Niccolò Cicerchia.
La lingua dei cantari, come per altri generi di trasmissione orale e performativa, è caratterizzata da una sintassi semplice e da un lessico ristretto e ripetitivo, con ampio ricorso a uno stile formulare che facilitava la memorizzazione del testo e l'esecuzione.